# Paul Grautoff
Paul Grautoff (* 31. Dezember 1868 in Lauban; † 8. Februar 1943 in Berlin-Wilmersdorf) war ein deutscher Generalmajor der Reichswehr.

## Leben
Grautoff trat am 1. April 1887 als Einjährig-Freiwilliger in das 5. Badische Infanterie-Regiment Nr. 113 der Preußischen Armee ein. Von Oktober 1895 bis Juli 1898 absolvierte er die Preußische Kriegsakademie. In den Jahren 1910 bis 1913 diente er in der Schutztruppe für Deutsch-Südwestafrika. Nach seiner Rückkehr war Grautoff ab 18. Oktober 1913 Kommandeur des Füsilierbataillons des Kaiser Franz Garde-Grenadier-Regiments Nr. 2 und wurde dort am 27. Januar 1914 zum Oberstleutnant befördert.
Als solcher kam er mit Ausbruch des Ersten Weltkriegs in den Generalstab beim Armeeoberkommando der 1. Armee. Grautoff diente hier bis zum 9. September 1914 als Erster Generalstabsoffizier und wurde anschließend zum Kommandeur des Oldenburgischen Infanterie-Regiments Nr. 91 ernannt. Mit dem Regiment nahm er an den Kämpfen an der Westfront in Frankreich teil. Mitte Januar 1915 gab Grautoff das Regiment ab und fungierte dann bis Anfang August 1915 als Chef des Generalstabs der Etappen-Inspektion der Südarmee. Anschließend erhielt Grautoff das Kommando über das Infanterie-Regiment „Fürst Leopold von Anhalt-Dessau“ (1. Magdeburgisches) Nr. 26 und wurde in dieser Funktion am 18. August 1916 zum Oberst befördert. Bei der 7. Division kämpfte er im Artois und in Flandern sowie an der Somme. Nachdem Grautoff am 2. Februar 1917 von seinem Posten entbunden worden war, hatte er bis Juli 1917 verschiedene Stabsverwendungen inne und kam dann in das Kriegsministerium. Hier verblieb er über das Kriegsende hinaus.
Ab 8. Januar 1919 beauftragte man Grautoff mit der Führung des als Freikorps tätigen Regiments „Reichstag“. Bereits am 14. Februar 1919 wurde er jedoch in das Kriegsministerium zurück versetzt und kurz darauf am 25. Februar 1919 zu den Offizieren von der Armee überführt. Einen Monat später wurde Grautoff Führer der gleichnamigen Brigade beim Garde-Kavallerie-Schützen-Korps. Vom 11. September 1919 bis 19. September 1920 war er dann Kommandant von Berlin und wurde zwischenzeitlich am 16. Juni 1920 zum Generalmajor befördert. Er befehligte anschließend die Reichswehr-Brigade 5 und schied zum 31. März 1921 aus dem aktiven Dienst.

## Auszeichnungen
- Roter Adlerorden IV. Klasse[1]
- Kronenorden III. Klasse[1]
- Preußisches Dienstauszeichnungskreuz[1]
- Ritterkreuz II. Klasse des Ordens vom Zähringer Löwen[1]
- Bayerischer Militärverdienstorden IV. Klasse[1]
- Eisernes Kreuz (1914) II. und I. Klasse
- Ritterkreuz des Königlichen Hausordens von Hohenzollern mit Schwertern am 13. September 1916
- Verwundetenabzeichen (1918) in Schwarz
- Offizier des Albrechts-Ordens mit Schwertern